# Tristania (EP)
Tristania je název EP od norské gothic death doom metalové kapely Tristania.

## Seznam skladeb
1. Sirene - 3:22
2. Midwintertears - 8:30
3. Pale Enchantress - 6:29
4. Cease To Exist - 9:16